# ديف أوبس

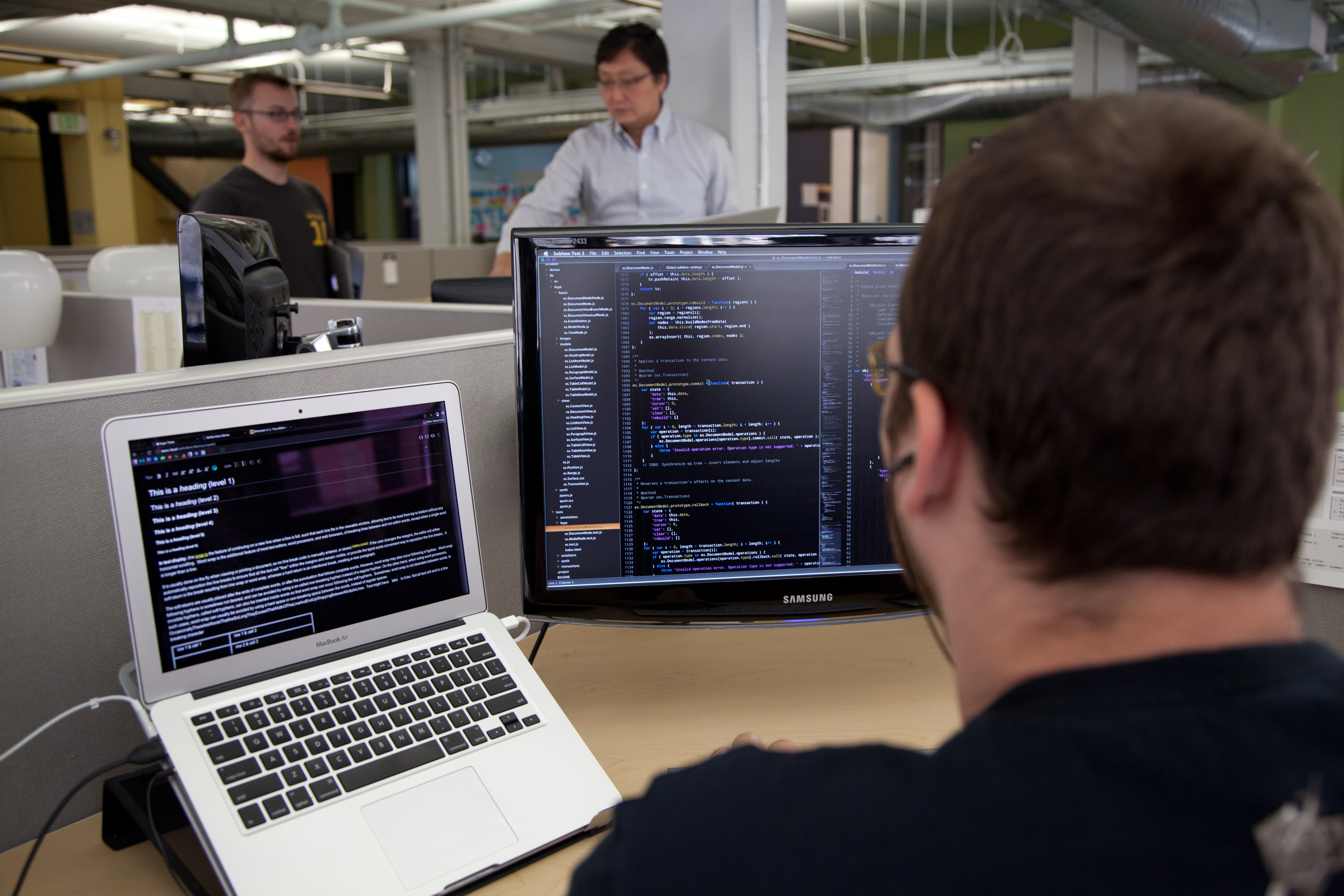

ديف أوبس (بالإنجليزية: DevOps)‏ مصطلح شامل ومتعدد الجوانب يتضمن عددا من العلوم والمفاهيم بداخله، ولا يوجد تعريف دقيق له، ولكنه يقوم علي التعاون بين كل من مطوري البرامج وخبراء تقنية المعلومات، لإكمال عملية تطوير البرمجيات ، إذ تتم أتمتة جميع العمليات وجعلها تُدار بشكل رشيق، وذلك لزيادة التشارك والتفاعل بين المطورين والخبراء.
وتنقسم العديد من أقسام تكنولوجيا المعلومات بين التطوير والعمليات والدعم والإدارة، بينما يسعي نظام "DevOps" لدمجها جميعًا معًا لتحسين الإنتاجية وسير العمل العام بشكل أكثر سلاسة، ويتيح هذا النظام للشركات تقديم تحديثات البرامج والأمن على الصعيد الداخلي وللعملاء، والهدف النهائي من ذلك هو طرح المنتجات في السوق وتقديم تحديثات البرامج والأمن بشكل أسرع، وجعل العملية كلها أكثر موثوقية.
ووجد استطلاع للرأي تم إجراؤه على 4600 خبير أن أقسام تقنية المعلومات التي تستخدم نظام "DevOps" يتم فيها العمل بشكل أكثر كفاءة 200 مرة من أقسام تقنية المعلومات منخفضة الكفاءة، كما وجد الاستطلاع أن الشركات التي تستخدمه تكون أسرع 24 مرة، وأقل 3 مرات في معدل فشل التغيير.
كما وجد أن أقسام تقنية المعلومات عالية الكفاءة تقضي وقتًا أقل بنسبة 50% في معالجة القضايا الأمنية، ووقت أقل بنسبة 22% في العمل غير المخطط له وإعادة صياغته، ووفقًا لموقع "Indeed" ارتفع عدد الوظائف الخاصة بنظام " DevOps" من أقل من 1% عام 2012 إلى أكثر من 30% في الوقت الحاضر.

## التاريخ
في عام 2009 ، عقد أول مؤتمر يسمى يوم ديف أوبس (بالإنجليزية: DevOps Days)‏ في غنت ، بلجيكا. تأسس المؤتمر من قبل المستشار البلجيكي ومدير المشروع باتريك ديبوا. وقد امتد المؤتمر الآن إلى بلدان أخرى.
في عام 2012 ، تم نشر تقرير بعنوان "State of DevOps" لأول مرة بواسطة Alanna Brown في Puppet Labs.
اعتبارا من عام 2014 ، نيكول فورسغرين وجين كيم وجيز هامبل وآخرين نَشرُ تقرير حالة ديف أوبس السنوي. وذكروا أن اعتماد ديف أوبس يتسارع. أيضا في عام 2014 ، كتبت ليزا كريسبين وجانيت جريجوري كتاب اختبار أكثر مرونة.
في عام 2016 ، تم نشر مقاييس DORA للإنتاجية (تكرار النشر ، والمهلة الزمنية للتغييرات) ، والاستقرار (متوسط وقت الاسترداد ، معدل فشل التغيير) في تقرير حالة ديف أوبس.